# Valentina Cernoia
Valentina Cernoia, née le 22 juin 1991 à Manerbio, est une footballeuse internationale italienne évoluant au poste de milieu de terrain au Milan AC.

## Carrière
Valentina Cernoia joue pour la première fois en Serie A avec ACF Brescia lors de la saison 2009-2010 suivant la promotion de l'équipe. Au cours de la saison 2013-2014, elle  joue pour la première fois en ligue des champions et fait ses débuts dans l'équipe nationale italienne lors des éliminatoires de la Coupe du monde 2015. À l'été 2017, elle  dispute son premier tour final, l'euro féminin 2017, avant de rejoindre l'équipe féminine nouvellement fondée de la Juventus FC après avoir passé près d'une décennie à Brescia. 
En mai 2019, elle est sélectionnée dans l'équipe pour la Coupe du monde 2019 en France. Elle fait partie des huit joueuses de la Juventus dans l’équipe.
En juillet 2023, elle signe en faveur du Milan AC.

## Statistiques
| Compétition                     | Niveau        | Date       | Lieu      | Adversaire        | Buts | Résultat | Total |
| ------------------------------- | ------------- | ---------- | --------- | ----------------- | ---- | -------- | ----- |
| Coupe du monde de football 2015 | Qualification | 2014-09-13 | Vercelli  | Estonie           | 1    | 4–0      | 2     |
| Coupe du monde de football 2015 | Qualification | 2014-09-17 | Vercelli  | Macédoine du Nord | 1    | 15–0     | 2     |
| Euro 2017                       | Qualification | 18-09-2015 | la Spezia | Géorgie           | 1    | 6-1      | 1     |

## Titres

### ACF Brescia
- Championne de Serie A :  2013-2014, 2015-2016
- Vainqueur de la Coppa Italia : 2012-2013, 2014-2015, 2015-2016
- Vainqueur de la Supercoupe italienne féminine : 2013-2014, 2014-2015, 2015-2016

### Juventus FC
- Championne de Serie A : 2017-2018, 2018-2019
- Vainqueur de la Coppa Italia : 2018-2019